# Aeroportul Internațional Logan
Aeroportul Internațional Logan (IATA: BOS, ICAO: KBOS, FAA LID: BOS) este un aeroport din Boston, Comitatul Suffolk, Massachusetts, Massachusetts, Statele Unite ale Americii ce deservește zona Boston. Aeroportul a fost tranzitat în 2023 de 40.833.978 de pasageri. A fost deschis în 8 septembrie 1923 și numit după Edward Lawrence Logan⁠(d).
Situat la o altitudine de 6 m, aeroportul dispune de 6 piste.

## Infrastructură

### Piste
Aeroportul dispune de 6 piste: 
- pista 04L/22R din asfalt, cu dimensiunile 7.864 picioare × 150 picioare
- pista 04R/22L din asfalt, cu dimensiunile 10.006 picioare × 150 picioare
- pista 09/27 din asfalt, cu dimensiunile 7.001 picioare × 150 picioare
- pista 14/32 din asfalt, cu dimensiunile 5.000 picioare × 100 picioare
- pista 15L/33R din asfalt, cu dimensiunile 2.557 picioare × 100 picioare
- pista 15R/33L din asfalt, cu dimensiunile 10.083 picioare × 150 picioare